# Pseudoleptochelia anomala
Pseudoleptochelia anomala is een naaldkreeftjessoort uit de familie van de Leptocheliidae. De wetenschappelijke naam van de soort werd in 1882 voor het eerst geldig gepubliceerd door Georg Ossian Sars.